# Gorno Svilaré
Gorno Svilaré ou Gorno Svilare (en macédonien Горно Свиларе, en albanais Sullara e Epërme) est un village situé à Saraï, une des dix municipalités spéciales qui constituent la ville de Skopje, capitale de la Macédoine du Nord. Le village comptait 712 habitants en 2002. Il se trouve au nord de la vallée du Vardar et de Dolno Svilaré. Il est majoritairement albanais.

## Démographie
Lors du recensement de 2002, le village comptait :
- Albanais : 711
- Autres : 1